# 阿得脂
阿得脂，五胡十六国时代的诗歌。
《阿得脂》为前秦官员趙整所作，辞曰：“阿得脂，阿得脂，博劳旧父是仇绥，尾长翼短不能飞，远徙种人留鲜卑，一旦缓急语阿谁。”苻坚分派氐族将领和民户到全国各地镇守，而归降的鲜卑贵族却在侧近。趙整于是援琴作歌劝谏，苻坚笑而不纳。